# Sket Dance
Sket Dance (яп. スケット・ダンス сукэтто дансу) — манга Кэнты Синохары, выходящая в журнале Shonen Jump с июля 2007 года. В 2009 году она получила ежегодную премию манги издательства Shogakukan в категории сёнэн (для юношей). По мотивам манги также выпущена drama CD.
Аниме-адаптация, созданная компанией Tatsunoko, начала выходить 7 апреля 2011 года. Последний 77 эпизод вышел в эфир 27 сентября 2012 года.

## Сюжет
Действие Sket Dance происходит в школе Каймэй, ученики которой организовали клуб помощи: их целью является решение абсолютно любых проблем учеников или школьного персонала. В этот клуб, называемый «Скет Данс», входят лишь три человека. Сюжет манги посвящён различным делам «Скет Данс». Их работа варьируется от поисков обезьян на школьной территории до помощи обожающему самураев мальчику, который не может одержать победу на турнире по кэндо.

## Список персонажей

### Скет Данс
Юскэ Фудзисаки (яп. 藤崎 佑助 Фудзисаки Ю:сукэ), также известен как Боссун (яп. ボッスン), — лидер клуба «Скет Данс», меткий стрелок и художник. Надев очки, которые находятся на его шапке с рожками, входит в режим «концентрации» — это позволяет ему делать точные выводы, концентрируясь исключительно на абсолютно всех имеющихся доказательствах. Он любит дух приключений. Бескорыстно помогает другим людям, ведь «Скет Данс» — клуб помощи. Несмотря на свой лёгкий характер, Боссун неловко себя чувствует в присутствии привлекательных девушек. Постоянно раздражает Химэко. В 15 лет узнал, что Аканэ Фудзисаки приёмная мать, а настоящая — Хару Кирисима, погибла из-за аварии. Отец Боссуна, Рюскэ Кирисима, погиб в тот же день, когда спасал маленького мальчика. Вскоре выясняется, что Фудзисаки и Цубаки — братья.
Сэйю: Хироюки Ёсино
Химэ Онидзука (яп. 鬼塚 一愛 Онидзука Химэ), также известна как Химэко (яп. ヒメコ) и Онихимэ (яп. 鬼姫, букв.«Принцесса-Демон») — «амазонка», боевой специалист команды. Бывшая бандитка и гроза улиц, по прозвищу «Онихимэ». Постоянно ест «пелочупсы» (чупа-чупсы) с разными вкусами («сыр с плесенью», например).
Сэйю: Рёко Сираиси
Усуи Кадзуёси (яп. 笛吹 和義 Кадзуёси Усуи), также известен как Свич (яп. スイッチ Суитти), — «мозг» и технический специалист «Скет Данс». Заядлый отаку. Он разговаривает с помощью ноутбука. Постоянно спорит с Юки из клуба оккультизма Программу «Синтезатор голоса», по которой Свич разговаривает, создал его младший брат, который вскоре погиб.
Сэйю: Томокадзу Сугита, Аки Канада (маленький)
Хоскэ (яп. ホウスケ Хо:сукэ) — совенок, которого спасла Сая.
Сэйю: Масахито Ябэ

### Школьный совет
Соперники Sket Dance. Следят за школьными правилами и деятельностью клубов, в том числе их финансированием.
Содзиро Агата (яп. 安形 惣司郎 Агата Со:дзиро:) — председатель школьного совета академии Каймэй, за которого практически всю работу выполняет Цубаки. При этом он обладает IQ выше ста шестидесяти и отличной логикой, прекрасно умеет врать. Часто забывает, что говорил или обещал, или же делает вид, что забывает. Старший брат Саи, ради неё он готов горы свернуть. Агата довольно ленивый человек, любящий поспать. Жизненное кредо: «Даже председатель имеет право поспать после обеда». Предпочитает не вмешиваться во всякие фестивали и другие мероприятия, но из-за должности отвертеться не может. Думает, что Сая влюблена в Цубаки.
Сэйю: Томокадзу Сэки
Саскэ Цубаки (яп. 椿 佐介 Цубаки Сасукэ) — вице-председатель школьного совета академии Каймэй. Считает Скет Данс злостными нарушителями порядка и спокойствия, из-за чего часто ссорится с Боссуном. Очень серьёзный когда дело касается правил. И, наверное, единственный в школьном совете ответственный человек. Учится в 11 классе. В 48 серии выясняется, что Фудзисаки его старший брат. После смерти матери его забрали в семью врачей, где он и рос. В средней школе был застенчив, носил очки и гораздо более длинную причёску. В свой пятнадцатый день рождения он узнал, что является приёмным сыном, после чего влип в перепалку с хулиганами, из которой ему помог выбраться Юскэ. После этого решил стать увереннее и смелее. Обладатель ужасного зрения, без линз не видит дальше своего носа. Именно поэтому он не знает, что человек, помогший ему обрести решимость — Юскэ.
Сэйю: Хиро Симоно (аниме), Такахиро Сакураи (драма CD)
Митиру Симба (яп. 榛葉 道流 Симба Митиру) — управляет делами школьного совета. Красавчик, нравится многим старшеклассницам. Мечта любой девушки, ищущей своего принца. Русые волосы слегка вьются. Зеленые глаза. Прекрасно готовит. Он не отстранен от других как Цубаки и не ленив в отличие от Агаты, и почему не его выбрали президентом совета до сих пор не ясно. Возможно, он сам не захотел этого. Несмотря на выходки Агаты, готов всегда и во всём его поддержать. Его недостаток — слабость перед спиртным: он пьянеет от одного запаха алкоголя и становится не в меру буйным и даже опасным. Учится в 12 классе.
Сэйю: Кэндзи Нодзима (аниме), Косукэ Ториуми (драма CD)
Кикуно Асахина (яп. 浅雛 菊乃 Асахина Кикуно), она же Дейзи (яп. デージー / 雛菊 Дэ:дзи: / Дэидзи:), — секретарь школьного совета. Имеет прозвище «Дейзи», потому что из-за милого личика и высокого хвоста похожа на зайчика. Легко раздражается, а виновному её плохого настроя тычет в глаза средним и указательным пальцами. Собирает мягкие игрушки и цепляет их как брелоки для ключей и телефона. У Асахины узкие зеленые глаза с длинными ресницами и каштановые волосы. Также носит очки, однако и без них отлично видит. Играет на гитаре. Учится в 11 классе.
Сэйю: Ю Кобаяси (аниме), Ая Эндо (драма CD)
Мимори Уню (яп. 丹生 美森 Уню: Мимори), она же Миморин (яп. ミモリン Миморин), — казначей школьного совета, также известна как «Миморин». Дочь богатого и влиятельного человека. Уню любящая и заботливая, относится не только к друзьям из совета и даже к незнакомым людям с добротой. В совете она играет «материнскую» роль, часто приносит угощения или другие маленькие подарки в школу. Она не бывает в плохом настроении, на её лице всегда сияет улыбка. Из-за воспитания привыкла решать проблемы деньгами, считая что всё в этом мире продаётся и покупается. Учится в 11 классе. У Уню длинные волосы, сверху часть волос собрана и перевязана красной ленточкой, тёмно-фиолетовые глаза, большая грудь и прекрасная фигура. Умеет играть на синтезаторе. После того как Агата и Симба окончили школу стала вице-председателем.
Сэйю: Мэгуми Такамото (аниме), Ацуко Эномото (драма CD)
Хани Усами (яп. 宇佐見 羽仁 Усами Хани) — первогодка из класса 10-В. Стала казначеем в совете школы, заменив Миморин, которую повысили до поста вице-президента после того, как Агата и Симба окончили школу. Её особенность — раздвоение личности: Хани ненавидит мужчин до такой степени, что даже не разговаривает с ними, но стоит ей прикоснуться к одному из них, как проявляется её вторая натура — Банни (яп. バニー Бани:). В отличие от скромницы Хани, Банни ведёт себя гипер-сексуально. Она обожает парней, а вот девушек наоборот, презирает и ненавидит. Обратное превращение происходит, когда её касается какая-нибудь девушка.
Сэйю: Юка Игути
Кири Като (яп. 加藤 希里 Като: Кири) — первогодка из класса 10-D. Стал управляющим делами школьного совета после того, как Агата и Симба окончили школу, а остальные соответственно перешли на третий год обучения. В начале был недоволен работой Цубаки, как президента школьного совета, но вскоре поменял своё мнение на совершенно противоположное. По неизвестным причинам Кири ведёт себя как подлинный ниндзя, даже носит с собой их традиционные орудия — кунаи и кусари-гаму.
Сэйю: Рёта Осака

### Учителя
Тэцудзи Тюма (яп. 中馬 鉄治 Тю:ма Тэцудзи), он же Тю-сан (яп. チュウさん Тю:-сан), — куратор клуба «Скет Данс». Выполняет эту роль только формально. «Сумасшедший учёный». Преподаёт химию, но в результате любых опытов у него выходят бомбы. Его нечасто можно увидеть. Очень апатичный. Использует своё влияние на членов клуба, когда хочет что-нибудь исправить. Но бывает, что его опыты дают впечатляющие результаты, например, молодильное зелье. По мере развития сюжета, стало видно что ему очень симпатична Рэми Мисора, несмотря на все её недостатки. Так же в 45 эпизоде стало известно, что учитель Тюма в разводе и является «воскресным папой» для своей дочери Судзу.
Сэйю: Дзёдзи Наката (аниме), Хаято Наката (драма CD)
Кунио Яманобэ (яп. 山野辺 邦夫 Яманобэ Кунио) — учитель географии. Когда-то в юности провёл некоторое время в Китае, где мастер Вон рассказал ему об особенной игре. В связи с чем он решил открыть клуб «Генезис». А так как по школьным правилам в нём должно быть хотя бы три участника, обратился за помощью в Sket Dance. Позже вовлек парней в игру «Гиперион», о которой ему так же поведал мастер Вон. Но хорошо, что увлечение этой игрой быстро проходит.
Сэйю: Нобуюки Хияма (аниме), Дзюн Конно (драма CD)
Дзюнъити Сон (яп. 孫 純一 Сон Дзюнъити), он же Джейсон-сэнсэй (яп. Jソン Джей-сон), — учитель труда с пугающей внешностью, который никак не может найти себе невесту, поэтому часто приходит в Скет Данс для помощи на очередных смотрин.
Сэйю: Дзюрота Косуги
Рэми Мисора (яп. 美空 レミ Мисора Рэми) — просит учеников называет её «сестрица». Очень неловкая. Очень хорошо управляется с детьми, а вот со школьниками общаться сложнее. Раньше была ведущей детского телешоу «Вместе с мамочкой?!» Долго не могла понять, что же делает клуб Боссуна, а потом стала привлекать их в кучу своих дел. К 45 эпизоду решила что надо заняться своей личной жизнью и стала встречаться с Сё Тобисимой, намерения которого раскрыл Тюма. Познакомилась с дочерью учителя Тэцудзи, Судзу, когда девочка узнала в ней ведущую детского телешоу «Вместе с мамочкой?!».
Сэйю: Сакура Тангэ

### Прочие
Тэппэй Сугихара (яп. 杉原 哲平 Сугихара Тэппэй) — переведённый ученик. Боссун сразу привлекает его к работе в клубе. Однако оказывается, что Тэппэй знаком с школьным хулиганом Дзёгасаки, который заставил его пойти против Sket Dance. Испугавшись угроз, Тэппэй подчинился. Но Боссун помог ему избавиться от давления Дзёгасаки (при помощи силы Химэко) и Тэппэй стал их хорошим другом и даже вступил в баскетбольный клуб.
Сэйю: Дайсукэ Сакагути (аниме), Соитиро Хоси (драма CD)
Мицуру Дзёгасаки (яп. 城ヶ崎 充 Дзё:гасаки Мицуру) — школьный хулиган. Узнав, что один из учителей носит парик — осмеял его на всю школу, написав на стене граффити. Но его вычислил Боссун. После этого затаил на Sket Dance зуб. Однако из-за Онихимэ ему пришлось смириться с тем, что проиграл. После этого стал вести более тихий образ жизни. И даже влюбился в капитана женской команды по софтболу. Ни один из скетовцев не может нормально запомнить его имя, считая его слишком обычным, поэтому его часто называют Джо Кисараги, Джо Кисарадзу, Дзёсэйгасаки, Дзёсирасаги, Джокерсаки или даже Тёдзасаки.
Сэйю: Нобуаки Канэмицу (аниме), Кэнтаро Ито (драма CD)
Моэ Ябасава (яп. 矢場沢 萌 Ябасава Моэ) — очень полная девушка с пухлыми губами в виде цифры «3». Носит две короткие косички и очки. Весьма уверена в том, что является самой красивой и сексуальной. На деле же имеет прекрасный голос, когда поёт. Обычно говорит басом. Часто повторяет «ябасу». Есть домашняя обезьянка-извращенка, любящая подглядывать за девушками. Является членом группы поддержки и активным участником портала игр Bibage, где создала аватар очень похожий на неё саму. Ностальгирует по временам, когда ходила в детский сад, поэтому часто заходит туда и никогда не отказывает в помощи воспитателям (и впоследствии привлекает клуб помощи).
Сэйю: Мэгуми Тоёгути (аниме), Хитоми Набатамэ (драма CD)
Тиаки Такахаси (яп. 高橋 千秋 Такахаси Тиаки) — глава женского клуба по софтболу. Имеет прозвище «Капитан». Стала первой настоящей подругой для Химэко. Не боится того, что та является легендарной Онихимэ. Есть младший брат, который любит Пелолин так же, как и Химэко. Как и её подруга, вполне спокойно может есть пелочупсы. Да и вообще может есть что угодно и в больших количествах. Единственное исключение — вареные яйца.
Сэйю: Сатоми Сато (аниме), Айри Сакуно (драма CD)
Романа Саотомэ (яп. 早乙女 浪漫 Саотомэ Романа) — одноклассница Боссуна, Хиро и Свича. Обожает сёдзё-мангу и в будущем собирается стать мангакой. Обладает способностью «девичий фильтр», который помогает приукрашивать действительность в картинки из сёдзё-манги. Рисует плохо. Ещё одной из её способностей можно назвать то, что она позволяет другим людям видеть себя как некую картинку из манги. При этом соответствует всем клише. Влюбилась в Боссуна, когда тот шёл под дождем с полотенцем. После этого называет его не иначе как «принц».
Сэйю: Аи Каяно (аниме), Аи Симидзу (драма CD)
Рэйко Юки (яп. 結城 澪呼 Ю:ки Рэйко) — девушка из клуба оккультизма. Твёрдо верит в существование призраков. Сама выглядит как потустороннее существо. Спорит со Свичем на счёт существования призраков и другой нечисти. В одной из серий изменила внешность. В своем нормальном виде имеет каштановые волосы.
Сэйю: Фумико Орикаса (аниме), Ю Кобаяси (драма CD)
Синдзо Такэмицу (яп. 武光 振蔵 Такэмицу Синдзо:) — капитан клуба кэндо. Обратился за помощью в Sket Dance из-за того, что стал проигрывать. Настоящий самурай по собственным убеждениям, правда многое из того что он делает вовсе самурайским не назовешь. От отца — драматического актёра — перенял весьма своеобразную манеру речи.
Сэйю: Кэнта Миякэ
Сая Агата (яп. 安形 紗綾 Агата Са:я) — младшая сестра президента школьного совета. Одноклассница и подруга Тиаки Такахаси. Типичная цундэрэ, да к тому же носит два хвостика на голове, чёрные гольфы и имеет большую грудь. Любит животных, не умеет общаться с парнями нормально. Именно она подобрала раненого совенка и попросила Sket Dance позаботится о нём. С того момента, как Боссун и остальные согласились на это, стала частой гостьей клуба помощи. Влюблена в Боссуна. В последней серии призналась Юскэ в любви.
Сэйю: Кана Ханадзава
Киёси Датэ (яп. 伊達 聖士 Датэ Киёси), он же Данте (яп. ダンテ Дантэ), — поклонник музыки в жанре visual kei, сам же является вокалистом группы «JardiN». Немногословен и любит принимать странные позы.
Сэйю: Гакт Камуи
Акитоси Даймон (яп. 大門 明智 Даймон Акитоси), он же Энигман (яп. エニグマン Энигуман), он же Ак-кун (яп. あっくん Ак-кун), — глава клуба викторин. Проиграл Боссуну и Содзиро Агате. На деле застенчивый, но очень красивый парень, влюблённый в свою напарницу по клубу.
Сэйю: Сатоси Хино

## Список глав манги
| № | В Японии | В Японии | В России                                                    | В России                                                    |
| № | Дата публикации | ISBN | Дата публикации                                             | ISBN                                                        |
| --- | --- | --- | ----------------------------------------------------------- | ----------------------------------------------------------- |
| 1 | 2 ноября 2007 г. | ISBN 978-4-08-874463-6 |                                                             |                                                             |
| - 001. Маска-краска - 002. Обезьяна-беглец - 003. Призрак из мусоросжигателя - 004. Мятный самурай! - 005. Легендарная Онихимэ - 006. Дубинка для Онихимэ - 007. Принц на холме                                                                                | - 001. Маска-краска - 002. Обезьяна-беглец - 003. Призрак из мусоросжигателя - 004. Мятный самурай! - 005. Легендарная Онихимэ - 006. Дубинка для Онихимэ - 007. Принц на холме                                                                                | - 001. Маска-краска - 002. Обезьяна-беглец - 003. Призрак из мусоросжигателя - 004. Мятный самурай! - 005. Легендарная Онихимэ - 006. Дубинка для Онихимэ - 007. Принц на холме                                                                                | Название тома - Маска-Краска Персонаж на обложке            | Название тома - Маска-Краска Персонаж на обложке            |
| 2 | 4 января 2008 г. | ISBN 978-4-08-874470-4 |                                                             |                                                             |
| - 008. Мисаки и Котаро - 009. Летняя Сакура - 010. Член студенческого совета - 011. Ужасная Белоснежка - 012. Слезы Онихимэ - 013. Найти «Pelorin» - 014. Нравы маленького босса - 015. Это нельзя смотреть - 016. Вы это видели?! - 017. Не смотрите          | - 008. Мисаки и Котаро - 009. Летняя Сакура - 010. Член студенческого совета - 011. Ужасная Белоснежка - 012. Слезы Онихимэ - 013. Найти «Pelorin» - 014. Нравы маленького босса - 015. Это нельзя смотреть - 016. Вы это видели?! - 017. Не смотрите          | - 008. Мисаки и Котаро - 009. Летняя Сакура - 010. Член студенческого совета - 011. Ужасная Белоснежка - 012. Слезы Онихимэ - 013. Найти «Pelorin» - 014. Нравы маленького босса - 015. Это нельзя смотреть - 016. Вы это видели?! - 017. Не смотрите          | Название тома - Летняя сакура Персонаж на обложке           | Название тома - Летняя сакура Персонаж на обложке           |
| 3 | 4 апреля 2008 г. | ISBN 978-4-08-874504-6 |                                                             |                                                             |
| - 018. Нусутто Данс: Соколиная Песнь - 019. Genesis - 020. Стремление стать сэйю - 021. Продюсирование Утиды - 022. Столько друзей! - 023. Банда «Пауки» - 024. Манга «Скет-Дан» - 025. Битва Gachinko Vivage - 026. Начало войны! - Омакэ                     | - 018. Нусутто Данс: Соколиная Песнь - 019. Genesis - 020. Стремление стать сэйю - 021. Продюсирование Утиды - 022. Столько друзей! - 023. Банда «Пауки» - 024. Манга «Скет-Дан» - 025. Битва Gachinko Vivage - 026. Начало войны! - Омакэ                     | - 018. Нусутто Данс: Соколиная Песнь - 019. Genesis - 020. Стремление стать сэйю - 021. Продюсирование Утиды - 022. Столько друзей! - 023. Банда «Пауки» - 024. Манга «Скет-Дан» - 025. Битва Gachinko Vivage - 026. Начало войны! - Омакэ                     | Название тома - Столько друзей! Персонаж на обложке         | Название тома - Столько друзей! Персонаж на обложке         |
| 4 | 4 июля 2008 г. | ISBN 978-4-08-874544-2 |                                                             |                                                             |
| - 027. Раунд 1 — Кулинарный Колизей - 028. Раунд 2 — Дух воина - 029. Кулак и меч - 030. Раунд 3 — Застрели гангстера - 031. Так их, очкарик! - 032. Раунд 4 — Кокухаку Моногарати - 033. Раунд 5 — Сад пикси - 034. Это пикси - 035. Падение занавеса - Омакэ | - 027. Раунд 1 — Кулинарный Колизей - 028. Раунд 2 — Дух воина - 029. Кулак и меч - 030. Раунд 3 — Застрели гангстера - 031. Так их, очкарик! - 032. Раунд 4 — Кокухаку Моногарати - 033. Раунд 5 — Сад пикси - 034. Это пикси - 035. Падение занавеса - Омакэ | - 027. Раунд 1 — Кулинарный Колизей - 028. Раунд 2 — Дух воина - 029. Кулак и меч - 030. Раунд 3 — Застрели гангстера - 031. Так их, очкарик! - 032. Раунд 4 — Кокухаку Моногарати - 033. Раунд 5 — Сад пикси - 034. Это пикси - 035. Падение занавеса - Омакэ | Название тома - Битва «Gachinko Vivage» Персонаж на обложке | Название тома - Битва «Gachinko Vivage» Персонаж на обложке |

## Аниме

### Музыка
Начальные и завершающие темы
1 эпизод:
- Закрывающая:
  - «French Kiss — Kakko warui I love you!»

2-17 эпизод:
- Открывающая:
  - «French Kiss — Kakko warui I love you!»
- Закрывающая: (за исключением 17 эпизода — в нём не было закрывающей темы)
  - «The Pillows — Comic Sonic»

18-26 эпизод:
- Открывающая:
  - «The Sketchbook — Michi»
- Закрывающая: (за исключением 25 эпизода — его закрывающая тема «The Sketchbook — Kioku»)
  - «The Sketchbook — Clover»

27-39 эпизод:
- Открывающая:
  - «Gackt — Graffiti»
- Закрывающая: (за исключением 37 эпизода — его закрывающая тема «The Sketchbook — HERO»)
  - «Chocole — Milk to Chocolate»

40-51 эпизод:
- Открывающая:
  - «The Sketchbook — Message»
- Закрывающая: (за исключением 48 эпизода — его закрывающая тема «The Sketchbook — Birthday», и 51 эпизода — его закрывающая тема «French Kiss — Kakko warui I love you!»)
  - «SKET ROCK — Party! Hallelujah!»

SKET ROCK — это сэйю Ёсино Хироюки, Симоно Хиро, Сугита Томокадзу, Сэки Томокадзу
52-64 эпизод:
- Открывающая (с 53 по 63 эпизод, в 52 и 64 серии нет открывающей композиции):
  - «Everset — Reboot»
- Закрывающая:
  - «The Sketchbook — Colors»

65-77 эпизод:
- Открывающая:
  - «The Sketchbook — Clear»
- Закрывающая:
  - «SKET x Sketch — Sekai wa Okujō de Miwataseta»

SKET x Sketch — это группа The Sketchbook и сэйю Ёсино Хироюки, Сирайси Рёко, Сугита Томокадзу
Рок-фестиваль академии Каймэй
- Группа Данте JardiN
  - «GACKT — Iki toshi ikeru subete ni tsugu»
- Группа Yabasawa Books
  - «Yabasawa Books — Gorgeously Yaba Yabasu!»
- Группа студсовета
  - «The Student Council Band — Aegis ~a shield to protect you~»
- Песня Романы Саотоме
  - «ROMAN — Dreaming☆Love»
- Группа команды Sket Dance
  - «The Sketchbook — Michi»
  - «The Sketchbook — Funny Bunny»